# The Neon Philharmonic
The Neon Philharmonic was een Amerikaanse psychedelische popband.

## Bezetting
- Kenneth A. Buttrey[5] (drums)
- Jerry Carrigan[6] (drums)
- Chip Young[7] (gitaar)
- Don Gant[8] (zang, trombone, hoorn, saxofoon)
- Dennis Good[9]
- Rufus Long[10] (fluit, saxofoon, klarinet)

- Pierre Menard
- Norbert Putnam[11]
- Tupper Saussy[12] (toetsen)
- Don Sheffield[13] (trompet, hoorn)
- Chuck Wyatt

## Geschiedenis
The Neon Philharmonic werd opgericht in 1967 en geleid door songwriter/dirigent Tupper Saussy en zanger Don Gant. Ze brachten hun enige twee albums The Moth Confesses en het gelijknamige The Neon Philharmonic uit in 1969 en hadden een top 20-hit in de Billboard Hot 100 met Morning Girl, met het Nashville Symphony Orchestra, toen dit in mei van dat jaar de top 40 bereikte van de Billboard Hot 100 (#17) en de Cashbox-hitlijst (#15). De band haalde weer de hitlijst met Heighdy-Ho Princess (1970). De band werd geproduceerd door Saussy, Gant en Bob McCluskey en geleid door Ronald Gant, de broer van Don. De band werd in 1975 ontbonden na het uitbrengen van meerdere niet-album gebonden singles. Hoewel het eerste album Borges Forever werd genaamd, heette de concertmeester van de band eigenlijk Pierre Menard en mocht deze niet worden gelinkt aan het verhaal Pierre Menard, schrijver van de Quichot van Jorge Luis Borges. Saussy was zich niet bewust van de samenhang.
Het merendeel van het eindproduct van de band werd uitgebracht door Warner Bros. Records/Seven Arts Records. In 1972 verkasten ze naar TRX en produceerden daar de single Annie Poor / Love Will Find a Way, waarna de band werd ontbonden. De naam Neon Philharmonic werd verkocht aan de producent David Kastle, die extra singles uitbracht bij MCA Records en London Records. Ten minste één song van Saussy Making Out the Best I Can werd opgenomen door deze band en geregisseerd door Ronald Gant. Samen met zijn B-kant-opname So Glad You're a Woman, geschreven door Ray Williams en Ron Demmans, werd de instrumentatie begrensd voor synthesizer, gitaar en drums. Deze latere singles hadden geen enkele verbondenheid met de oorspronkelijke band.
Shaun Cassidy, de jongere broer van David Cassidy, maakte een coverversie van Morning Girl in 1976, die de hitlijst in de Verenigde Staten echter niet haalde, maar wel in Nederland, België en Duitsland. De song werd ook gecoverd door The Lettermen.
De band dient niet te worden verward met de Duitse band The Neon Philharmonic Orchestra, die vele klassieke stukken arrangeerde in medleys in een gelijksoortige stijl tijdens de jaren 1980 en 1990 en A Fifth of Beethoven van Walter Murphy coverden.

## Discografie

### Singles
Warner Bros
- 1969: Morning Girl / Brilliant Colors (Mono single versies)
- 1969: No One Is Going to Hurt You / You Lied (Mono single versies)
- 1969: Clouds / Snow
- 1970: Heighdy-Ho Princess / Don't Know My Way Around My Soul
- 1970: Flowers for Your Pillow / To Be Continued
- 1971: Something to Believe In / A Little Love
- 1971: Got a Feelin' in My Bones / Keep the Faith in Me

Drie toegevoegde songs, Better Times, Jody en Letters Crossing werden opgenomen rond de herfst van 1970 werden niet uitgebracht tot de 2003 collectie.
TRX
- 1972: Annie Poor / Love Will Find a Way

MCA
- 1975: So Glad You're a Woman / Making Out the Best I Can

London
- Long Distance Love Affair / Making Out The Best I Can
- So Glad You're A Woman / Making Out The Best I Can
- Bright Lights, Hard Nights / She Looked Like A Woman To Me
- Lovin' You / Don't Look Back

### Albums
- 1969: The Moth Confesses
- 1969: The Neon Philharmonic
- 2003: Brilliant Colors: The Complete Warner Bros. Recordings